# 吃刨汤
吃刨汤，又称吃杀猪肉，为流行于四川、重庆、贵州、以及云南北部、湖北西部、湖南西部的一种民间习俗，主要存在于当地汉族、苗族、彝族、土家族民众中。吃刨汤的字面意思是吃刨过猪的水，而实际上是尝鲜，且不送礼。
每年立冬以后的乡村，喂猪的食物减少，加之春节即将来临，每家每户便开始杀年猪。在杀好猪的当天或者第二天中午，主人请亲戚朋友吃一顿刚杀的猪肉。这种活动在年底杀年猪时都要举行，平时如杀猪则不必。

又稱"刨豬湯"，是中國西部等省和重慶地區農村歷史悠久的一種民間習俗。

## 刨豬湯的簡介
所謂“刨豬湯”就是農場在快要過年的時候，家裏殺年豬，這個豬主要是自己家喂的，用來自己家裏過年吃的，這樣喂的基本上是糧食，殺豬要請親朋好友，把豬的新鮮肉和內臟等煮一大鍋，配其它菜，大家一起吃喝玩，完了熱情的主人一般還要給來的客人送一刀肉，哪家要吃“刨豬湯”,那天這户農民家中就會十分熱鬧， 邊吃邊談，既聯絡友情，又互通信息，還籌劃來年發展，頗有意義, 所以這種“吃刨湯”文化，能沿襲至今。
“刨豬湯”很有講究，要求七大碗八大碟，主菜一般都有粉蒸肉、回鍋肉、炒豬肝、酸菜滑肉面塊和一道地地道道的“刨豬湯”。粉蒸肉用的是最好的胛子肉，四指寬的肥膘，經過長達2個小時蒸制過程，肥而不膩，入口即化。回鍋肉用最好的三線肉保肋，紅白相見，香糯爽口，主要是肉新鮮，煮的時間要適當長點，炒的時候由於一次下鍋肉多，火旺，出油多，加點蒜苗香味特別濃，吃起來又香又糯，很巴適。炒豬肝要靠級別了，切的時候，厚薄要均勻，芡粉要合適，下鍋的時候油温不要過高，翻炒要快，火要旺，起鍋要及時。酸菜滑肉面塊用大塊的瘦肉，加上農村土製的紅苕粉，滑嫩至極，酸菜開胃，面塊筋道，就連麪湯也是融匯了鮮肉、酸菜和麪塊的香味，好喝得不得了。

## 刨豬湯的做法
主料：粉腸、豬肝、血旺、瘦肉
輔料：幹黃花、小木耳、蓮白、葱花、筒子骨、老母雞
調料：鹽、味精、薑末、胡椒麪
刨豬湯
製作方法：
粉腸洗淨煮粑切成段，豬肝切柳葉片，豬血煮熟，瘦肉切片碼鹽上漿，老母雞，筒子骨吊湯備用，幹黃花發制打節，幹木耳發制洗淨備用。
鍋內下入吊好的鮮湯，放入薑末，熬製2分鐘，下入粉腸、血旺、黃花節、木耳、白菜煮熟，然後下入漿好的肉片、豬肝煮熟起鍋撒上葱花即可。
特點：味含鮮香，各主料粑軟、細嫩，湯汁乳白，具有濃郁的鄉間風味。
注意事項：豬肝漿好上粉要立即下鍋，否則易吐水掉芡。 